# Centella tussilaginifolia
Centella tussilaginifolia är en flockblommig växtart som beskrevs av Karel Domin. Centella tussilaginifolia ingår i släktet centellor, och familjen flockblommiga växter. Inga underarter finns listade i Catalogue of Life.